# Aerophon Crew
Aerophon Crew es un grupo de rap colombiano. Creado en Bogotá en 2007. Conformado por Jefry Martínez (Ruzto), Frank Takuma (Takuma),Toro Morato, Santiago Albino (Saks) y Ecks Mdc.

## Historia
Sus miembros iniciaron en el graffiti en Bogotá, posteriormente empezaron a hacer música. Inicialmente se denominaron como Hard Rhymes Crew.  En 2012, fueron nominados a mejor artista nuevo en los Premios Shock, por su canción Mi Familia. Han participado en los festivales: Hip hop al parque de Bogotá  y el Festival Néctar en Argentina, entre otros. En la actualidad sus miembros trabajan en proyectos como solistas.

## Discografía

### Álbumes
- Apn Beatz. Álbum • 2008.
- Al Amanecer. Álbum • 2010.
- Expreso Aerophon. Álbum • 2012.
- Reloj de Fe. Álbum • 2013.
- Pulsaciones. Álbum • 2015.[8]
- Horizonte. Álbum • 2018.[9]
- Ónix. Álbum • 2021.[10]